# Иштван V
И́штван (Сте́фан) V (венг. V. István, хорв. Stjepan V, словац. Štefan V; около 18 октября 1239, Буда, Венгрия — 6 августа 1272, остров Чепель, Венгрия) — герцог Штирии в 1258—1260 годах, король Венгрии с 1270 года.

## Ранние годы
Иштван был старшим сыном короля Белы IV и его супруги, Марии Ласкариной, дочери императора Никеи Феодора I Ласкариса.
На второй год после его рождения, 11 апреля 1241 года, монгольские войска во главе с ханом Батыем разгромили армию его отца в битве на реке Шайо. После этого катастрофического поражения королевская семья была вынуждена бежать в Трогир, хорошо укрепленный город в Далмации. Бела IV и его родственники смогли вернуться в Венгрию только после неожиданного ухода монгольских войск из Европы.

## «Младший король»
В 1246 году Иштван был коронован как «младший король», и отец поручил ему управление Хорватией, Славонией и Далмацией, но этими тремя областями де-факто управлял бан Стефан Гут-Келед. Отец Иштвана, пытаясь приблизить к себе сильное племя половцев, устроил брак сына (приблизительно в 1253 году), с Эржебет, дочерью хана половцев Котяна.
В 1257 году Иштван потребовал от отца, чтобы тот разделил между ними королевство, после чего собрал армию для борьбы против Белы IV. Наконец, в 1258 году король был вынужден уступить ему управление Трансильванией и даровал титул герцога.

## Герцог Штирии
Иштван принял участие в военной кампании отца против штирийцев, которые восстали против правления короля Венгрии в 1258 году. После успешной кампании Бела IV назначил его герцогом Штирии.

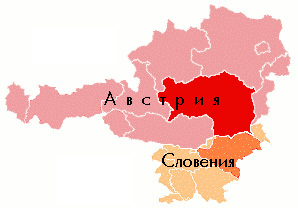
Герцогство Штирия на карте современных Австрии и Словении

Его управление, однако, было непопулярно среди новых подданных, и они восстали при поддержке короля Чехии Отокара II. Иштван и его отец совершили нападение на земли Пржемысла Отокара II, однако их войска были разбиты 12 июля 1260 года в битве при Кресенбрунне. После сражения венгры уступили Штирию королю Чехии, подписав мирный договор в Прессбурге.

## Конфликт с отцом

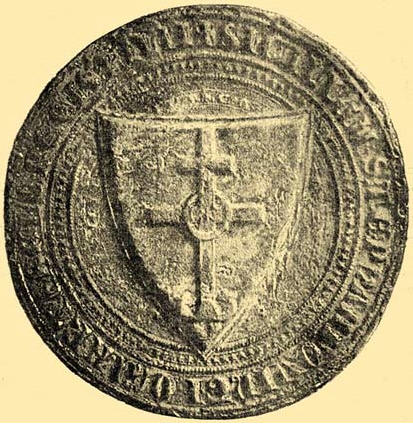
Печать Иштвана V

Вскоре после заключения мира Иштван вновь взял на себя управление Трансильванией.
В 1261 году Бела и его сын совместно повели свои армии против Болгарии. Тем не менее, Бела IV предпочитал обществу старшего сына общение со своим младшим сыном, герцогом Белой Славонским, и дочерью Анной, поэтому его отношения с Иштваном становились все более напряженными.
Отец и сын начали преследовать сторонников друг друга, и их столкновение казалось неизбежным. Наконец, архиепископы Филипп Эстергомский и Смарагд Калошский устроили переговоры, закончившиеся подписанием летом 1262 года соглашения в Прессбурге. По нему Иштван получал в управление часть королевства восточнее реки Дунай.
Однако примирение короля Венгрии и принца Иштвана было лишь временным, поскольку их сторонники провоцировали напряженность. В 1264 году Иштван изъял поместья своей матери и сестры в своих владениях. Бела IV послал войска против сына и пленил его жену и сына, а сам Иштван был вынужден отступить в укреплённый замок Кодля («Черный замок»). «Младший король» прорвал осаду и начал контратаку. Иштван одержал стратегическую победу над войсками Белы в битве при Исасеге в марте 1265 года, и по итогам подписанного мирного договора король был вынужден вернуть сыну право управления восточной частью королевства. 23 марта 1266 года они подтвердили условия мира, встретившись в монастыре Пресвятой Богородицы на Кроличьем острове (Nyulak szigete). В 1267 году «прелаты и вельможи» королевства провели съезд Эстергоме, утвердив решения Белы и Иштвана.
Вскоре после этого Иштван повел своё войско на Болгарию и вынудил деспота Видина Якова Святослава признать его сюзеренитет.
Для обеспечения внешней поддержки Иштван организовал два брака своих детей с Анжуйской династией, главными сторонниками папы римского. Первый из них был заключен в 1270 году между его дочерью Марией и будущим королём Карлом II Неаполитанским. Второй брачный союз был заключен между малолетним сыном Иштвана Ласло и сестрой Карла II Елизаветой Сицилийской.

## Король Венгрии

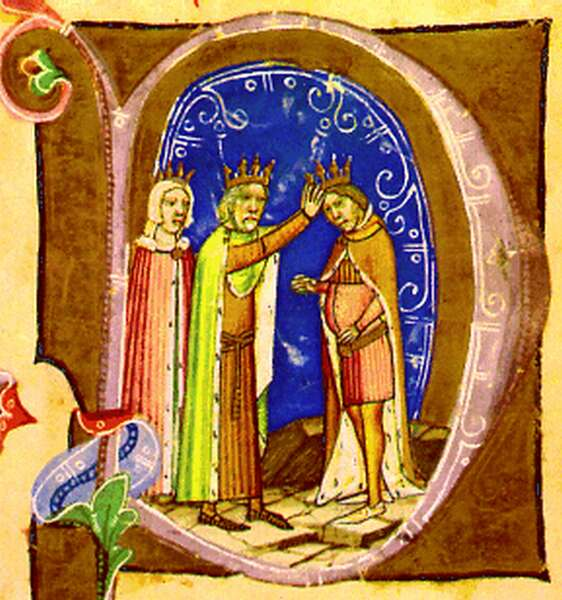
Коронация Иштвана V.

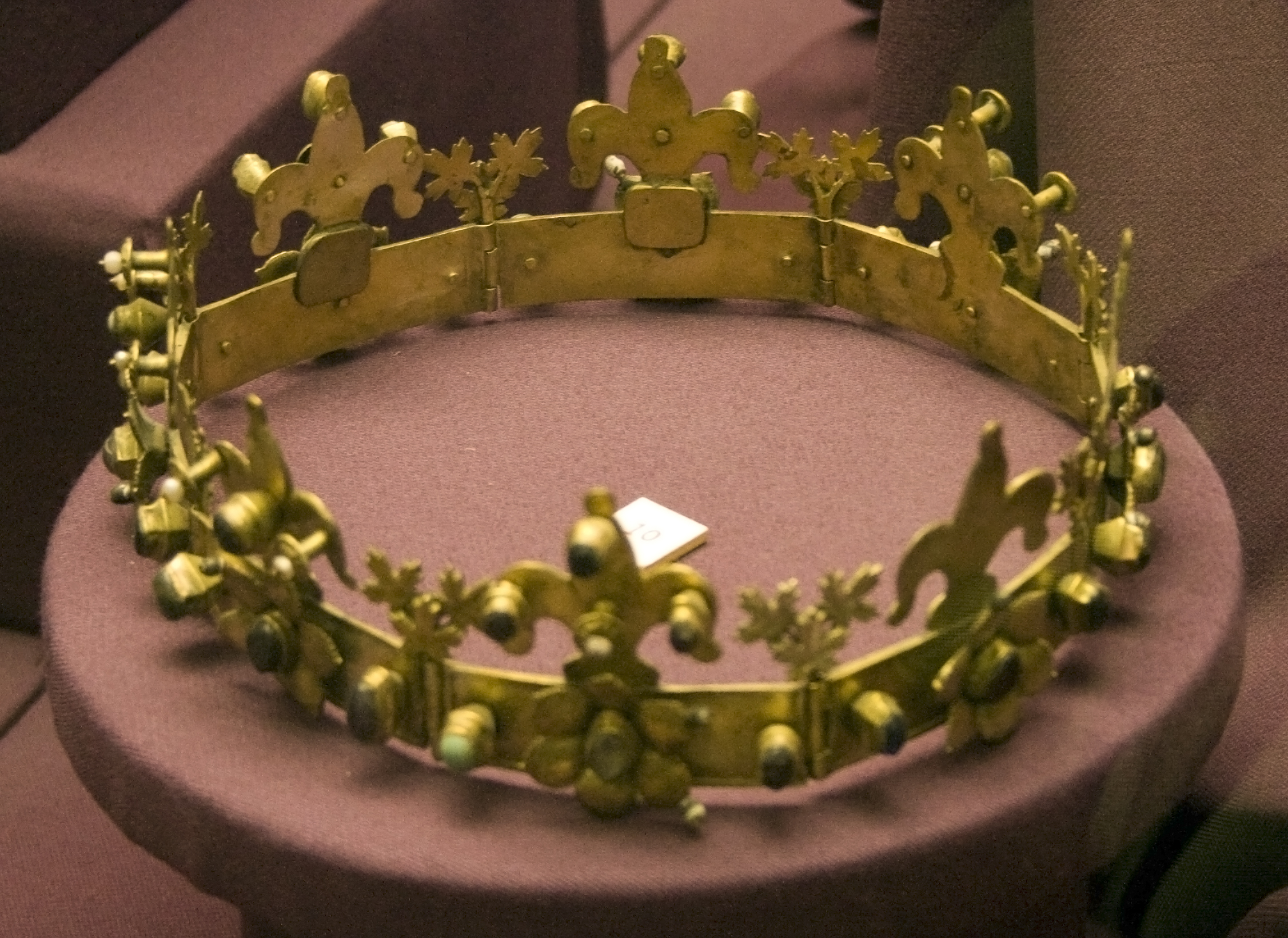
Корона Иштвана V.

После смерти отца (3 мая 1270 года) Иштван унаследовал всю Венгрию, хотя Бела IV в своем завещании поручил правление своей дочери Анне и её зятю, королю Чехии Пржемыслу Оттокару II. Однако они бежали в Прагу накануне прибытия Иштвана в Эстергом. Перед своей официальной коронацией (фактически, второй — первый раз он был коронован «младшим королём» при жизни отца) Иштван подарил графство Эстергом архиепископу.
В августе 1270 года король Иштван V провел встречу со своим зятем, королем Польши Болеславом V Стыдливым в Кракове, где они заключили союз против Чехии. В сентябре 1270 года Иштван V посетил деревню Михолянец, где был обнаружен неизвестный древний замок и меч. Этот меч, в котором он и его священники признали «Священной боевой меч скифов», король получил в подарок, и заявил, что «полон решимости овладеть миром». На месте находки Иштван V встретил отшельника, который сказал ему: «Бич Божий». Однако 16 октября того же года король Венгрии также провел встречу с богемским монархом  Пржемыслом Оттокаром II на острове близ Прессбурга, где они заключили перемирие на два года.
После нескольких стычек на границе между соседями вскоре началась война. Король Богемии Пржемысл Оттокар II со своим войском вступил в Венгрию. Иштван V был побежден в двух небольших сражениях, но в конце концов одержал решительную победу 21 мая 1271 года в ожесточённом сражении над чешской и австрийской армиями Оттокара II. По условиям последовавшего мирного договора чешский король вернул крепости, занятые им во время кампании, в то время как Иштван V отказался от своих требований вернуть королевскую казну, которую его сестра Анна увезла с собой в Прагу.
Летом 1272 года Иштван V отправился в Далмацию, где собирался встретиться с королём Сицилии Карлом I Анжуйским, когда ему сообщили, что бан Иоахим Гут-Келед похитил его малолетнего сына Ласло Куна и увез его в Копривницу.
Иштван V осадил замок, но 6 августа 1272 года внезапно умер, заболев, как говорят, от потрясения, вызванного предательством бана Гут-Келеда.

## Семья
Около 1253 года Иштван V женился на Елизавете (1240 — после 1290), дочери хана половцев Котяна.
В браке она родила королю шестерых детей:
- Елизавета (1255—1313/1326), третья жена чешского рыцаря Завиша из Фалькенштейна и одна из пяти жён сербского короля Стефана Уроша II
- Екатерина (1255/1257 — 1314), жена сербского короля Стефана Драгутина
- Мария (1257—1325), жена короля Карла II Неаполитанского
- Анна (1260—1281), жена византийского императора Андроника II Палеолога
- Ласло IV (1262—1290) — король Венгрии (1272—1290)
- Андраш, герцог Славонии (1268—1278)